# Terek
Der Terek (russisch Терек; georgisch თერგი/Tergi; ossetisch Терк/Terk; kabardinisch Тэрч/Tartsch; inguschisch Тийрк/Tijrk; tschetschenisch Терка/Terka) ist ein 623 km langer Zufluss des Kaspischen Meeres im Kaukasus. Er entwässert ein 43.200 km² großes Einzugsgebiet an der Nordflanke des Großen Kaukasus.

## Flusslauf
Der Terek wird auf einer Höhe von etwa 3200 m von einem Gletscher an der Nordostflanke des 3857 m hohen Bergs Silgachoch (Silgi-Choch) gespeist. Dieser befindet sich südlich des Kasbek im Großen Kaukasus im nördlichen Georgien. Der Terek umrundet den Kasbek und fließt zunächst in nördlicher Richtung durch die Darialschlucht nach Russland. Das Flusstal bildet die wichtigste Straßenverbindung zwischen Russland und Georgien. Durch die nordossetische Hauptstadt Wladikawkas verläuft der Fluss weiter in Richtung Norden und wendet sich im Anschluss nach Nordwesten. Er nimmt auf diesem Flussabschnitt die Flüsse Gizeldon, Ardon und Uruch linksseitig auf. Diese entwässern die Nordflanke des Großen Kaukasus. Später wendet sich der Terek nach Norden, passiert die unweit vom linken Flussufer gelegene Stadt Maiski und schwenkt nach Nordosten. Er trifft bei Flusskilometer 409 auf die von Westen kommende Malka und fließt anschließend nach Osten. Nach weiteren 30 Kilometern passiert der Terek, die am Nordufer gelegene Stadt Mosdok und reicht wenig später Tschetschenien. Bei Flusskilometer 177 mündet die Sunscha rechtsseitig in den Terek. Nach weiteren 20 Kilometern erreicht der Terek Dagestan. Unterhalb Kisljar bildet er ein sumpfiges, 4000 km² großes Flussdelta.
Der Terek weist nur wenige Staubauwerke entlang seinem Flusslauf auf und ist nur in der Stadt Wladikawkas kanalisiert. Der Terek hat größtenteils noch seinen ursprünglichen natürlichen Charakter beibehalten und ist auf den meisten Flussabschnitten ein verflochtener Fluss mit zahlreichen teils größeren Flussinseln.

## Nutzung
Am Oberlauf dient der Terek dem Betrieb von Wasserkraftwerken, an seinem Unterlauf zweigen Bewässerungskanäle ab.
Im Folgenden die Staubauwerke und Wasserkraftwerke in Abstromrichtung:
- Ausleitungsstelle (⊙) des Ezmin-Wasserkraftwerks
- Ezmin-Wasserkraftwerk (⊙ Эзминская ГЭС; etwa 7,7 km langer Tunnel mit anschließendem kurzen Zuleitungskanal und oberirdischen Druckleitungen; 45 MW)
- Einleitungsstelle des Ezmin-Wasserkraftwerks (⊙)
- Wehr (⊙) mit Ausleitungsstelle des Dzaujikau-Wasserkrafwerks
- Dzaujikau-Wasserkrafwerk (⊙ Дзауджикауская ГЭС; 2,9 km langer Zuleitungskanal; 8 MW)
- Wehr (⊙) oberhalb von Elchotowo mit rechtsseitiger Ableitung zu einem Bewässerungskanal
- Wehr (⊙) mit rechtsseitiger Ableitung zum Malokabardinskiy-Kanal (Малокабардинский канал)
- Staudamm mit linksseitiger Ableitung zu einem Kanal sowie dem Pawlodolskaja-Wasserkraftwerk (⊙ Павлодольская ГЭС; 2,64 MW)
- Kargaly-Wehr (⊙) mit linksseitigen Kanalableitungen, darunter Sulu-Chubutla-Kanal (канал Сулу-Чубутла)

## Flussfauna
Im Terek kommen Lachs, Forelle, Karpfen und Zander vor.

## Sonstiges
Der russische Fußballverein Achmat Grosny in der Stadt Grosny hieß von 1958 bis 2017 RFK Terek Grosny. Der Terek fließt 20 km nördlich von Grosny nach Osten. Das historische Terek-Kosakenheer wurde nach dem Einzugsgebiet des Flusses benannt. Die Handlung des Wiegenliedes Bajuschki baju spielt am Terek, der in der zweiten Strophe des Originaltextes von Michail Lermontow namentlich genannt wird.